# Tầng Telych
| Hệ/ Kỷ                                | Thống/ Thế | Bậc/ Kỳ                          | Tuổi (Ma) | Tuổi (Ma) |
| ------------------------------------- | ---------- | -------------------------------- | --------- | --------- |
| Devon                                 | Sớm        | Lochkov                          | trẻ hơn   | trẻ hơn   |
| Silur                                 | Pridoli    | không xác định tầng động vật nào | 419.2     | 423.0     |
| Silur                                 | Ludlow     | Ludford                          | 423.0     | 425.6     |
| Silur                                 | Ludlow     | Gorsty                           | 425.6     | 427.4     |
| Silur                                 | Wenlock    | Homer                            | 427.4     | 430.5     |
| Silur                                 | Wenlock    | Sheinwood                        | 430.5     | 433.4     |
| Silur                                 | Llandovery | Telych                           | 433.4     | 438.5     |
| Silur                                 | Llandovery | Aeron                            | 438.5     | 440.8     |
| Silur                                 | Llandovery | Rhuddan                          | 440.8     | 443.8     |
| Ordovic                               | Muộn       | Hirnant                          | già hơn   | già hơn   |
| Phân chia kỷ Silur theo ICS năm 2017. |            |                                  |           |           |

Tầng Telych trong niên đại địa chất là kỳ cuối của thế Llandovery, và trong thời địa tầng học là bậc trên cùng của thống Llandovery thuộc hệ Silur. Kỳ Telych tồn tại từ ~ 438.5 Ma đến 433.4 Ma (Ma: Megaannum, triệu năm trước).
Kỳ Telych kế tục kỳ Aeron của cùng thế Llandovery, và tiếp sau là kỳ Sheinwood của thế Wenlock.
Tầng Telych đặt tên theo Trang trại Pen-lan-Telych gần Llandovery, Powys, Wales. Kỳ kết thúc với sự kiện Ireviken, là sự kiện tuyệt chủng nhỏ xác định ranh giới thế Llandovery với thế Wenlock.